# Turzyca Hartmana
Turzyca Hartmana (Carex hartmaniorum  Cajander) – gatunek rośliny z rodziny ciborowatych. Występuje od Francji na zachodzie po zachodnią Syberię na wschodzie. W Polsce jest gatunkiem ustępującym; rośnie głównie na niżu, w części centralnej i południowej.

## Morfologia
PokrójRoślina luźnokępkowa z czołgającymi się rozłogami. Kępy jasnozielone.
ŁodygaO wysokości 30–70 cm. Naga, choć u góry szorstka, o trójkątnym przekroju. Pochwy u nasady czarniawoczerwonawe, sieciowato postrzępione.
LiścieCiemnozielone, o szerokości 2–4 mm.
KwiatyZebrane w kwiatostan o długości 3–7 cm składający się z 3–5 walcowatych kłosów. Kłosy dolne walcowate, górne — jajowate. Kłos szczytowy walcowaty, o długości 1–3,5 cm i szerokości 4–5 mm. Obupłciowy z nielicznymi kwiatami pręcikowymi w jego dolnej części. Niżej 3–4 (rzadziej 2–5) kłoski żeńskie, z których górne są krótsze i leżą blisko kłoska szczytowego, a dolny jest oddalony od pozostałych. Najniższa podsadka nie jest dłuższa od całego kwiatostanu. Przysadki niesymetryczne, ciemnoczerwonobrązowe z jasną smugą pośrodku; żeńskie zakończone ością. Pęcherzyki jajowate o długości 2–3 mm i szerokości 1,5–2 mm, raczej krótsze od przysadek, brązowawozielone (zielone, w dolnej części brunatne), unerwione, brodawkowane. Dzióbek bardzo krótki, z bardzo małymi, prostymi ząbkami, z trzema znamionami. Pręciki po 3.
OwocOrzeszek. Całkowicie wypełnia pęcherzyk.

### Gatunki podobne
- Turzyca Buxbauma, o liściach szarozielonych i maczugowatym kłosku szczytowym, jaśniejszych pęcherzykach, kłoskach żeńskich oddalonych od szczytowego oraz najniższej podsadce zwykle dłuższej od kwiatostanu[4].

## Biologia i ekologia
Bylina, hemikryptofit. Rośnie na mokradłach – głównie na wilgotnych łąkach, także na brzegach rowów i zbiorników czy skraju szuwarów oraz lasów. Raczej zasobnych w wapń. Kwitnie w maju, czerwcu i lipcu. Gatunek charakterystyczny łąk z rzędu Molinietalia.

## Zagrożenia i ochrona
Roślina umieszczona na polskiej czerwonej liście w kategorii NT (bliski zagrożenia). Znajduje się także na czerwonych listach Niemiec i Czech. Zagrożenie wynika ze zmian w stosunkach wodnych.

## Nazwa
Epitet gatunkowy upamiętnia szwedzkiego botanika Carla Hartmana. W literaturze częsta jest forma Carex hartmanii.